# Kask jeździecki

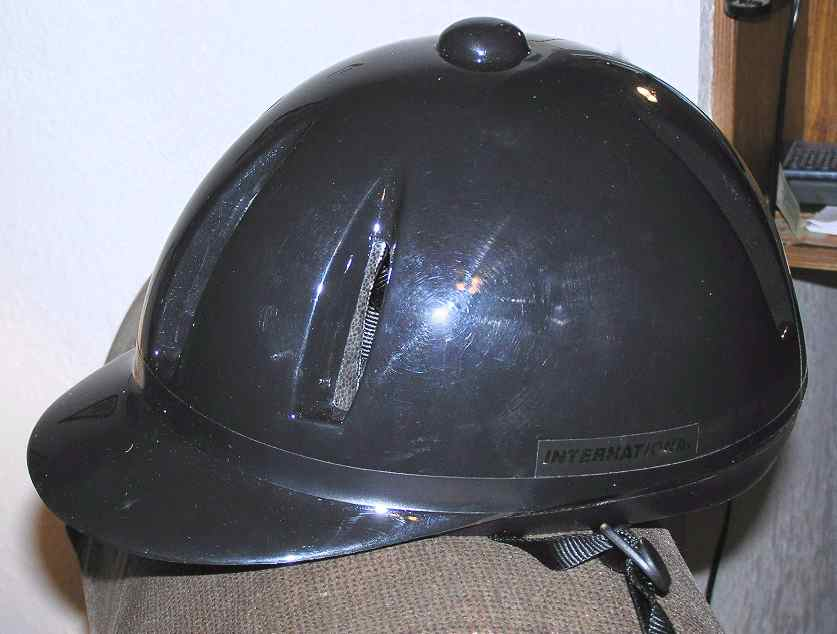
Kask jeździecki z atestem ATSM/SEI nadający się do użytku we wszystkich dyscyplinach jeździeckich

Kask jeździecki – rodzaj kasku noszonego podczas jazdy konnej. Jest specjalnie zaprojektowany z myślą o ochronie głowy jeźdźca podczas upadków z konia oraz przypadkowych uderzeń twardymi elementami lub kopytem.
Podczas wielu oficjalnych konkursów jeździeckich bezwzględnie wymagane jest używanie kasków certyfikowanych, szczególnie podczas skoków i dużych prędkości. Kaski są coraz częściej używane także przez jeźdźców stylu angielskiego i uznawane za konieczne nakrycie głowy dla dzieci. Kaski są wymagane podczas wyścigów konnych, Wszechstronnego Konkursu Konia Wierzchowego i w skokach. Używanie kasków zyskuje popularność nawet wśród pasjonatów wypraw konnych i trekkingu konnego. Zauważalne są różne trendy w rodzajach stosowanych kasków w zależności od kultury lub regionu. Szczególnie niskie są statystyki używania kasków w Stanach Zjednoczonych, gdzie są one używane przez mniej niż jednego na ośmiu jeźdźców. Niektóre stany, jak Floryda czy Nowy Jork zaczynają wymagać używania kasków przez jeźdźców poniżej 14 roku życia.

## Design
Kask jeździecki posiada twardą i odporną na uderzenia skorupę, produkowaną ze sztucznego tworzywa lub plastiku. Czasem skorupa kasku pokrywana jest tkaniną, która nadaje mu atrakcyjniejszego wyglądu. Pod zewnętrzną powłoką skorupy znajduje się specjalna warstwa, mająca za zadanie absorbować siłę upadku lub uderzenia. Wewnętrzna wkładka zazwyczaj wyłożona jest miękkim materiałem, który zapewnia komfort jeźdźca podczas jazdy. Istotną cechą dobrego kasku jeździeckiego jest dobra wentylacja oraz stabilny, lecz komfortowy pasek, który utrzymuje hełm na głowie przez cały czas.
Kaskom jeździeckim poświęca się obecnie coraz więcej uwagi z racji ich specyfiki. Nie można ich porównać do kasków stosowanych w innych dyscyplinach, takich jak kolarstwo czy sporty motorowe. Kask jeździecki pokrywa większy obszar głowy niż kask rowerowy, zwłaszcza tylną część czaszki. Kask kolarski natomiast, stworzony jest z myślą o ochronie głównie przednich i górnych części głowy. Reasumując powyższe informacje, w jeździectwie najistotniejsza kwestią w kasku jest zapewnienie bezpieczeństwa. Aerodynamika odgrywa w nim znacznie mniejszą rolę niż w kolarstwie lub sportach motorowych. Design kasków jeździeckich oparty jest na angielskich czapkach stosowanych podczas polowań.
Część jeźdźców uważa, że kaski jeździeckie są gorące, niewygodne i cechują się nieatrakcyjnym wyglądem dlatego unikają ich ubierania. Jednakże tak popularne w środowisku jeździeckim czapki (łowieckie, kapelusze kowbojskie), na których wyglądzie opiera się współczesne wzornictwo kasków nie gwarantuje absolutnie żadnego bezpieczeństwa. Używanie kasków przez młodych adeptów jeździectwa staje się obowiązkiem w wielu krajach świata i coraz częściej jest wymagane przez instruktorów jeździectwa.

## Prawo i przepisy dotyczące kasków
Kaski jeździeckie muszą spełniać określone normy bezpieczeństwa, aby mogły być dopuszczone do stosowania w konkursach.

### Stany Zjednoczone
W stanach Floryda i Nowy Jork wprowadzono przepisy zobowiązujące młodych jeźdźców do noszenia kasków zawsze podczas jazdy, z niewielkimi wyjątkami. W 2009 roku, na Florydzie zadecydowano o obowiązku zakładania kasków przez młodzież do lat 16. W Nowym Jorku natomiast, taki obowiązek dotyczy jeźdźców do lat 14 już od 1999 roku. Związek Jeździecki Stanów Zjednoczonych (USEF) wymaga używania kasków w wielu klasach jeździeckich. Kaski muszą posiadać certyfikat ASTM/SEI. Przepisy USEF narzucają także noszenie certyfikowanych kasków przez wszystkich juniorów (do lat 18) w takich dyscyplinach jak ujeżdżenie czy skoki. Kask jest bezwzględnie wymagany od czasu wejścia na konia do czasu zejścia z niego na wszystkich pokazach. W niektórych sportach jeździeckich kaski wciąż nie są wymagane, jednak przepisy ewoluują w ostatnich latach i w każdej dyscyplinie są dozwolone jako nakrycie głowy. We wszystkich dyscyplinach związanych ze skokami noszenie kasków jest narzucone przez przepisy. Kaski muszą posiadać aktualne certyfikaty.

### Świat
Międzynarodowa Federacja Jeździecka (FEI) wymaga, aby podczas zawodów międzynarodowych, ochronne nakrycie głowy spełniało wymogi europejskie, brytyjskie, północnoamerykańskie oraz australijskie.

## Estetyka i symbolika
Krój kasków jeździeckich jest dostosowany do konserwatywnego stylu ubierania się przez jeźdźców z czapką jako okryciem głowy. Zewnętrzna warstwa klasycznego kasku jeździeckiego pokryta jest czarnym aksamitem lub podobnym materiałem z niewielkimi, elastycznymi wykończeniami.
Coraz bardziej powszechne staje się noszenie kasków gładkich bez materiałowych wykończeń. Popularne są także kaski z plastikową skorupą, mniej błyszczące z ozdobnymi otworami wentylacyjnymi na środku skorupy. Styl ten bywa różnie nazywany, w zależności od producenta. Potocznie nazywa się go jednak „skunk helmet” co w wolnym tłumaczeniu oznacza „skunksi kask”.

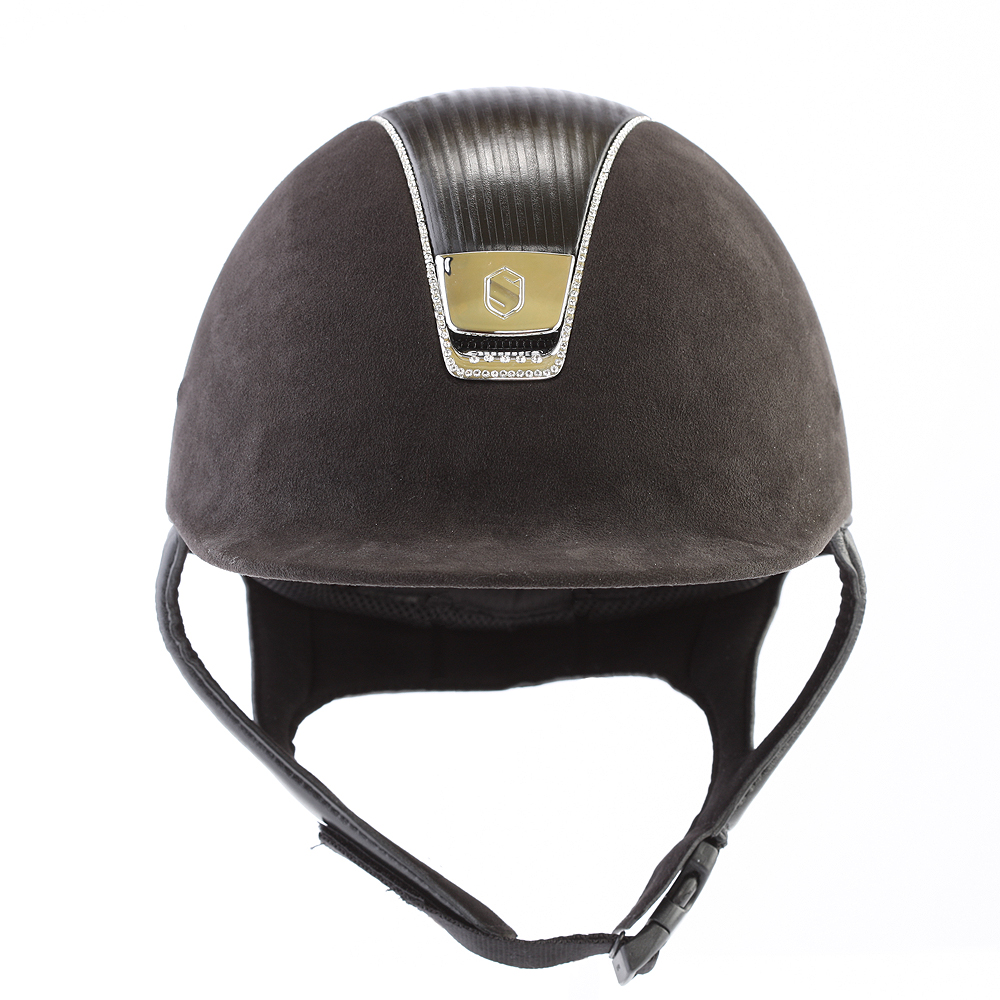
Kask jeździecki Samshield Premium z kamieniami Svarowskiego oraz skórzanym trimem.

W związku z silnym rozwojem mody jeździeckiej i zanikaniem konserwatywnego stylu ubioru, coraz bardziej zauważalna staje się także ewolucja kasków. Wielu jeźdźców odeszło już od standardowych czarnych kasków, wybierając kaski w innych kolorach, czasem zawierające wzory (gwiazdki lub paski). Kask staje się integralną częścią ubioru jeźdźca i jest dopasowywany kolorystyczne do fraku, bryczesów czy innych elementów garderoby. Producenci kasków oferują nawet wykańczanie nakrycia głowy diamentami czy kryształami. W wielu zawodach jednak nie można jeszcze używać kasków w innych kolorach niż czarny, szary, brązowy lub granatowy. Pierwszą firmą na świecie, która wprowadziła zaawansowaną personalizację kasku jest francuski Samshield. Sklep jeździecki Equishop – polski dystrybutor sprzętu tej firmy oferuje na swojej stronie możliwość personalizacji w kreatorze on-line.

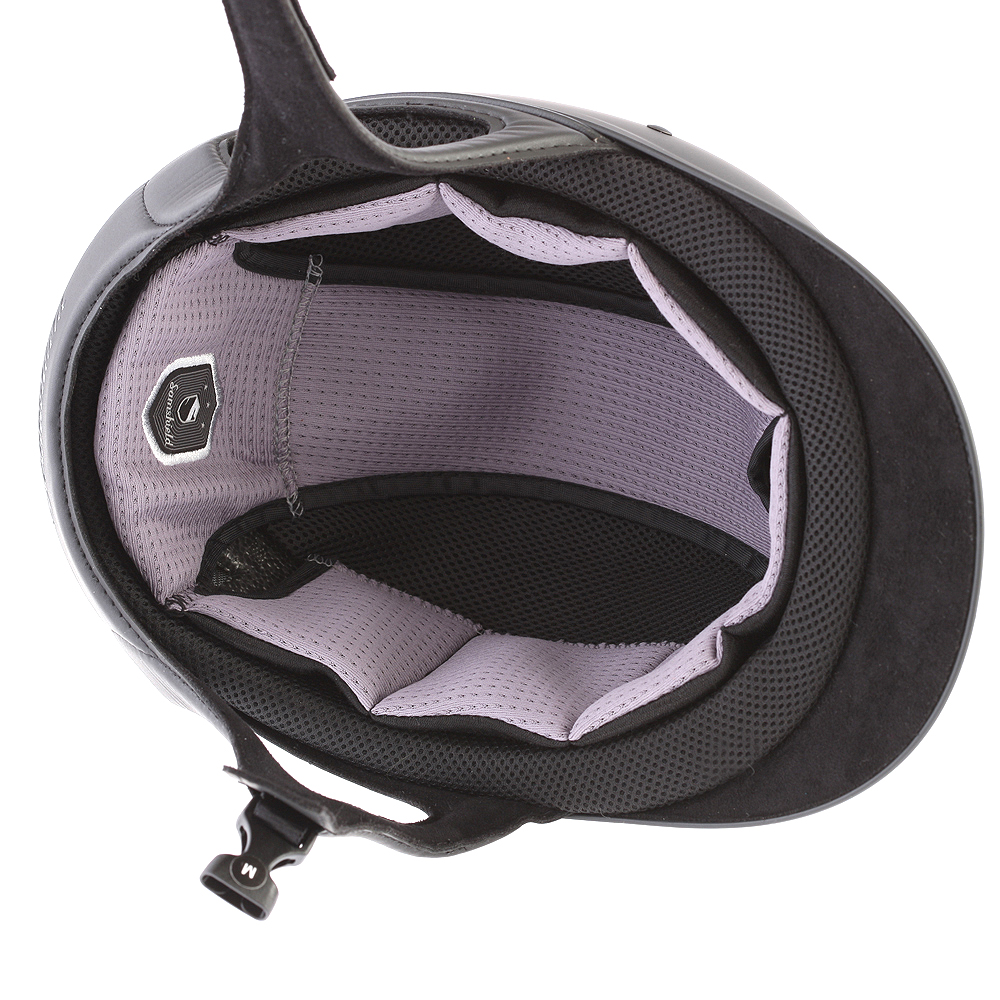
Wkładka kasku jeździeckiego Samshield w wersji premium. Wykończona specjalną siateczką, która zapewnia wentylację skóry głowy jeźdźca.

Produkowane są już nawet kaski w kształcie kowbojskich kapeluszy. Są one jednak popularne głównie w USA z uwagi na dyscypliny nawiązujące do westernów (tzw. western-style lub rodeo).

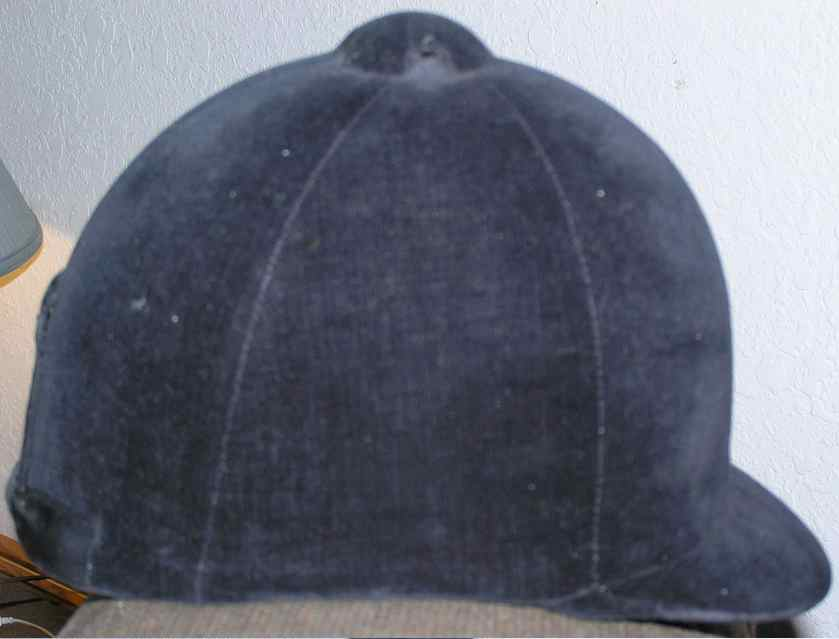
Czapka łowiecka używana dawniej jako nakrycie głowy jeźdźca. Czapki tego typu nie posiadają certyfikatów ASTM/SEI. Używanie ich zamiast kasków jest obecnie zabronione podczas oficjalnych zawodów jeździeckich na całym świecie.

W niektórych kaskach można zaobserwować jeszcze czarną lub czerwona wstążkę z tyłu. Mają one symboliczne znaczenie i są związane z polowaniami. Czarne wstążki były używane na czapkach łowieckich podczas polowania na lisy. Czerwone natomiast zakładane były podczas polowania na jelenie.

## Standardy
Kaski jeździeckie muszą spełniać określone normy, aby mogły być dopuszczone do użytku w konkretnej konkurencji. Procedury weryfikacji zgodności kasku z normami są różne w wielu krajach świata. Wszystkie kaski spełniać muszą jednak ogólne zasady tworzone przez organizacje standaryzacyjne, które przy tworzeniu standardów  kierują się zagrożeniami wynikającymi ze specyfiki konkretnej dyscypliny sportu.
Normy przyjmowane w Stanach Zjednoczonych i Nowej Zelandii są uznawane za bardziej rygorystyczne niż w pozostałych krajach. Niezależne testy przeprowadzone w 2003 roku przez Brytyjski Związek Handlu Jeździeckiego doprowadziły do wyznaczenia kilku projektów z oferty trzech największych producentów sprzętu jeździeckiego w Wielkiej Brytanii jako najbardziej tradycyjnych kasków, spełniających wszystkie normy bezpieczeństwa. Obecnie wszyscy producenci muszą dostosowywać design swoich kasków do wyznaczonych standardów.

### Ocena zgodności
Organizacje testujące zgodność sprzętu sportowego z wyznaczonymi standardami (np. kasków kolarskich, hokejowych lub jeździeckich) certyfikują produkty, które pomyślnie przejdą przez serię testów bezpieczeństwa, na które składają się m.in.: upadek na podłoże z wysokości ok. 2 metrów pod różnymi kątami lub uderzenie ostrym i twardym przedmiotem.

#### Stany Zjednoczone
Obecnie w USA, kaski jeździeckie muszą spełniać standard ASTM F1163-04a z 2004 roku.  Został on stworzony przez komitet producentów (w skład którego wchodziły osoby reprezentujące amerykańskich producentów kasków jeździeckich oraz użytkownicy kasków), a następnie opublikowany przez ASTM International (amerykańską organizację zajmującą się testami materiałów). Dotyczy on kryteriów bezpieczeństwa i metod ich testowania, ale nie określa standardów designu kasku. Standard został przyjęty przez Amerykański Instytut Normalizacyjny (ANSI).
W Stanach Zjednoczonych, oceny zgodności kasków jeździeckich dokonuje zazwyczaj Instytut Bezpieczeństwa Sprzętu (SEI). Producenci kasków jeździeckich dostarczają próbki każdego modelu do SEI, który przeprowadza testy odporności na uszkodzenia określone przez ASTM. Jeżeli model testowy pomyślnie przejdzie testy, producent jest upoważniony do oznaczania wybranego modelu znakiem ASTM/SEI certified. SEI stale monitoruje rynek w poszukiwaniu fałszerstw i nieautoryzowanego korzystania z certyfikatu. Instytut publikuje aktualną listę certyfikowanych kasków na swojej stronie internetowej.
Pozostałe standardy w Stanach Zjednoczonych
Snell Memorial Foundation jest znana z wyznaczania standardów kasków dla motocyklistów. Opublikowała jednak również standard bezpieczeństwa dla kasków jeździeckich E2001. Jednak żaden związek jeździecki w Stanach nie wprowadził tego standardu do swoich przepisów. Znacznie częściej stosowanym jest standard ASTM.

#### Wielka Brytania
Na terenie Wielkiej Brytanii jednym z obowiązujących standardów dotyczących kasków jest PAS 015 (ang. Product Approved Specification – Specyfikacja Zgodności Produktu). Określa on metody testowania absorpcji uderzenia, odporności na pęknięcie oraz szeroko pojętej trwałości. Innym standardem brytyjskim jest BS EN 1384:2012. Obydwa te standardy różnią się obecnie wyłącznie szczegółami. Ocena zgodności kasku z normami EN 1384 oraz ASTM F1163 jest w Wielkiej Brytanii wykonywana przez Instytut Inżynierii i Technologii (INSPEC).

#### Europa
Europejskie normy EN 1384 (standardowe kaski) oraz EN 14572 (kaski wysokiej jakości) są standardami opublikowanymi przez Europejski Komitet Normalizacyjny w Brukseli. Są one stosowane w ocenie zgodności kasków jeździeckich w Europie. Czasami kody norm standaryzacyjnych EN są poprzedzane innym prefiksem, będącym oznaczeniem kraju, którego organizacja standaryzacyjna zmodyfikowała normę dopasowując ją do krajowych warunków lub przepisów. Na przykład, akronim DIN występujący przed EN oznacza Niemiecki Instytut Normalizacyjny (niem. Deutsches Institut für Normung).

#### Australia i Nowa Zelandia
W Australii i Nowej Zelandii obowiązuje standard AS/NZ 3838:2006.

#### Świat
Norma ISO 65:1996 wyznaczona przez Międzynarodową Organizację Normalizacyjną stanowi podstawę do określania certyfikatów wydawanych przez takie organizacje jak SEI czy INSPEC.

### Porównanie standardów
Standardy PAS 015:1998 oraz BS EN 1384:2012 są niemal identyczne. W przeciwieństwie do tego, ASTM F1163 oraz PAS 015 różnią się od siebie. Szereg badań z 1999 roku wskazuje, że w niektórych przypadkach, normy wyznaczone przez ASTM są nieznacznie lepsze. Obecnie toczone są dyskusje na temat różnic norm ASTM i EN w kwestii szczelin wentylacyjnych w kaskach jeździeckich. Debata skupia się także na tym, czy istnieje rzeczywista potrzeba, aby kask jeździecki był odporny na uszkodzenia ostrymi przedmiotami.
SEI jest akredytowany do certyfikowania normy ISO / IEC 65:1996 przez Amerykański Instytut Normalizacyjny (ANSI) oraz Kanadyjskiej Rady ds. Standardów (SCC). Oznacza to, że programy badawcze SEI są zgodne z normami ISO.